# Паєтт (Айдахо)
Паєтт (англ. Payette) — окружний центр округу Паєтт, штат Айдахо, США. Згідно з переписом 2010 року населення становило 7433 особи, що на 379 осіб більше, ніж 2000 року.

## Географія
Пайєтт розташований за координатами 44°4′48″ пн. ш. 116°55′37″ зх. д. / 44.08000° пн. ш. 116.92694° зх. д. (44.080093, -116.926852).  За даними Бюро перепису населення США в 2010 році місто мало площу 10,00 км², з яких 9,97 км² — суходіл та 0,02 км² — водойми.

### Клімат
| Клімат : Пайєтт         | Клімат : Пайєтт | Клімат : Пайєтт | Клімат : Пайєтт | Клімат : Пайєтт | Клімат : Пайєтт | Клімат : Пайєтт | Клімат : Пайєтт | Клімат : Пайєтт | Клімат : Пайєтт | Клімат : Пайєтт | Клімат : Пайєтт | Клімат : Пайєтт | Клімат : Пайєтт |
| Показник                | Січ.            | Лют.            | Бер.            | Квіт.           | Трав.           | Черв.           | Лип.            | Серп.           | Вер.            | Жовт.           | Лист.           | Груд.           | Рік             |
| Абсолютний максимум, °C | 17,8            | 18,9            | 29,4            | 34,4            | 39,4            | 42,2            | 45,6            | 45,0            | 40,0            | 34,4            | 25,6            | 18,9            | 45,6            |
| Середній максимум, °C   | 2,1             | 6,8             | 13,4            | 18,8            | 24,3            | 29,2            | 35,1            | 33,7            | 27,7            | 19,4            | 9,4             | 3,1             | 18,7            |
| Середня температура, °C | −2,3            | 1,4             | 6,3             | 10,6            | 15,6            | 20,0            | 24,7            | 23,1            | 17,4            | 10,5            | 3,4             | −1,4            | 10,8            |
| Середній мінімум, °C    | −6,7            | −4,1            | −0,8            | 2,3             | 6,9             | 10,8            | 14,4            | 12,6            | 7,1             | 1,5             | −2,5            | −5,8            | 2,9             |
| Абсолютний мінімум, °C  | −31,7           | −31,1           | −12,2           | −8,3            | −3,9            | −0,6            | 1,1             | 0,6             | −4,4            | −10,6           | −21,1           | −30,6           | −31,7           |
| Норма опадів, мм        | 33              | 23              | 23              | 20              | 25              | 18              | 5               | 8               | 10              | 15              | 28              | 36              | 246             |
| ----------------------- | --------------- | --------------- | --------------- | --------------- | --------------- | --------------- | --------------- | --------------- | --------------- | --------------- | --------------- | --------------- | --------------- |
| Джерело: Weatherbase    |                 |                 |                 |                 |                 |                 |                 |                 |                 |                 |                 |                 |                 |

## Демографія

### Перепис 2010 року
За даними перепису 2010 року, у місті проживало 7 433 осіб у 2 816 домогосподарствах у складі 1 910 родин. Густота населення становила 745,4 ос./км². Було 3 095 помешкань, середня густота яких становила 310,4/км². Расовий склад міста: 86,6% білих, 0,2% афроамериканців, 1,5% індіанців, 0,8% азіатів, 7,3% інших рас, а також 3,5% людей, які зараховують себе до двох або більше рас. Іспанці та латиноамериканці незалежно від раси становили 19,3% населення.
Із 2 816 домогосподарств 36,7% мали дітей віком до 18 років, які жили з батьками; 48,2% були подружжями, які жили разом; 13,6% мали господиню без чоловіка; 6,0% мали господаря без дружини і 32,2% не були родинами. 26,4% домогосподарств складалися з однієї особи, у тому числі 12,3% віком 65 і більше років. У середньому на домогосподарство припадало 2,61 мешканця, а середній розмір родини становив 3,12 особи.
Середній вік жителів міста становив 35 років. Із них 28% були віком до 18 років; 9,5% — від 18 до 24; 24,5% від 25 до 44; 22,5% від 45 до 64 і 15,6% — 65 років або старші. Статевий склад населення: 48,9% — чоловіки і 51,1% — жінки.
Середній дохід на одне домашнє господарство  становив 46 857 доларів США (медіана — 41 250), а середній дохід на одну сім'ю — 54 963 долари (медіана — 50 791). Медіана доходів становила 39 569 доларів для чоловіків та 27 359 доларів для жінок. За межею бідності перебувало 30,2 % осіб, у тому числі 45,5 % дітей у віці до 18 років та 15,0 % осіб у віці 65 років та старших.
Цивільне працевлаштоване населення становило 3141 осіб. Основні галузі зайнятості: освіта, охорона здоров'я та соціальна допомога — 19,4 %, роздрібна торгівля — 17,1 %, виробництво — 16,4 %.

### Перепис 2000 року
За даними перепису 2000 року, у місті проживало 7 054 осіб у 2 619 домогосподарствах у складі 1 841 родин. Густота населення становила 805,8 ос./км². Було 2 834 помешкання, середня густота яких становила 323,7 ос./км². Расовий склад міста: 87,43% білих, 0,09% афроамериканців, 1,15% індіанців, 0,86% азіатів, 0,03% тихоокеанських остров'ян, 7,67% інших рас і 2,78% людей, які зараховують себе до двох або більше рас. Іспанці та латиноамериканці незалежно від раси становили 15,78% населення.
Із 2 619 домогосподарств 37,0% мали дітей віком до 18 років, які жили з батьками; 54,4% були подружжями, які жили разом; 11,3% мали господиню без чоловіка, і 29,7% не були родинами. 25,8% домогосподарств складалися з однієї особи, у тому числі 11,1% віком 65 і більше років. У середньому на домогосподарство припадало 2,66 мешканця, а середній розмір родини становив 3,20 особи.
Віковий склад населення: 30,7% віком до 18 років, 9,0% від 18 до 24, 27,2% від 25 до 44, 19,2% від 45 до 64 і 13,9% від 65 років і старші. Середній вік жителів — 32 роки. Статевий склад населення: 48,6 % — чоловіки і 51,4 % — жінки. 
Середній дохід домогосподарств у місті становив $29 375, родин — $36 944. Середній дохід чоловіків становив $28 762 проти $19 781 у жінок. Дохід на душу населення в місті був $13 826. Приблизно 11,4% родин і 15,2% населення перебували за межею бідності, включаючи 18,0% віком до 18 років і 12,3% від 65 і старших.